# Barranco de Cirés
El barranco de Cirés (barranc de Sirès en catalán) es un barranco afluente del río Noguera Ribagorzana. Su origen se encuentra dentro del término municipal de Bonansa (España), cerca del pueblo de Cirés, y pasa después al término de Pont de Suert.